# Metacrisia
Metacrisia is een geslacht van vlinders van de familie spinneruilen (Erebidae), uit de onderfamilie Arctiinae.

## Soorten
- M. courregesi Dognin, 1891
- M. schausi Dognin, 1911
- M. woolfsonae de Toulgoët, 1988